# Niewjansk
Niewjansk (ros. Невьянск) – miasto w Federacji Rosyjskiej. Centrum administracyjne rejonu niewjanskiego w obwodzie swierdłowskim. Położone nad rzeką Niejwą, 75 km od Jekaterynburga. W 2005 roku liczyło 25,9 tys. mieszkańców.

## Historia
Powstało z rozkazu Piotra I w 1701 roku, jako osiedle–fabryka, w związku z budową zakładów metalurgicznych. W 1702 stało się własnością znanych rosyjskich przemysłowców Diemidowów i do 1919 funkcjonowało jako osada prywatna pod nazwą Niewjanskij Zawod.

## Zabytki
- Niewjanska krzywa wieża, zbudowana w latach 1725–1740.
- Sobór Spaso-Prieobrażeński.
- Dom kupca Dożdiewa

Kilka kilometrów od Niewjanska znajduje się wieś Byńga, zamieszkana przez staroobrzędowców.

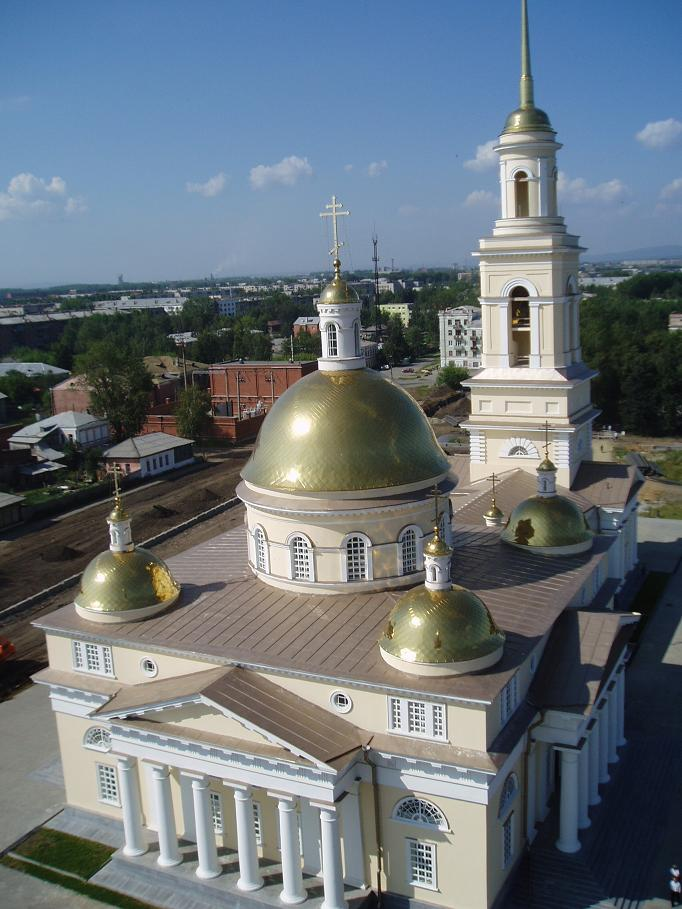
Sobór Spaso-Preobrażeński z dzwonnicą